# James Buchli
James Frederick Buchli (* 20. Juni 1945 in New Rockford, North Dakota) ist ein ehemaliger US-amerikanischer Astronaut.

## Ausbildung
Buchli erhielt 1967 einen Bachelor in Luftfahrttechnik von der United States Naval Academy und 1975 einen Master in Luftfahrttechnik von der University of West Florida.
1967 trat Buchli in das United States Marine Corps ein. Nach seiner Grundausbildung wurde er für ein Jahr im Vietnamkrieg eingesetzt. Nach seiner Rückkehr in die USA nahm er an der Ausbildung zum Marineflieger teil. Die nächsten Jahre war er unter anderem auf Hawaii, in Japan und in Thailand stationiert. 1977 wurde er auf die U.S. Test Pilot School in Patuxent River in Maryland versetzt.

## Astronautentätigkeit
Buchli wurde im August 1979 von der NASA als Astronautenanwärter ausgewählt. Bei der NASA war er Mitglied in den Unterstützungsmannschaften für die Space-Shuttle-Missionen STS-1 und STS-2 und außerdem Verbindungssprecher (CAPCOM) während STS-2. Von März 1989 bis Mai 1992 war er stellvertretender Leiter des Astronautenbüros.

### STS-10 bzw. STS-41-E
Der Start von STS-10 war für November 1983 geplant, der Flug musste dann aber aufgrund von Verzögerungen der geheimen Nutzlast abgesagt werden. Ken Mattingly, Loren Shriver, Ellison Onizuka, Jim Buchli und der Nutzlastspezialist der US Air Force Gary Payton waren hier als Mannschaft nominiert
Für den Juli 1984 wurde dieser militärische Flug unter der Bezeichnung STS-41-E wieder ins Programm genommen, doch diese Satellitenmission des US-Verteidigungsministeriums wurde ebenfalls wegen Problemen mit der IUS-Oberstufe abgesagt. Ken Mattingly, Loren Shriver, Ellison Onizuka, Jim Buchli und der Nutzlastspezialist der US Air Force Jeffrey Detroye waren hier als Mannschaft nominiert. Der Start war für März 1984 mit der Raumfähre Challenger geplant.

### STS-51-C
Seinen ersten Raumflug unternahm Buchli am 24. Januar 1985 als Missionsspezialist mit der Raumfähre Discovery. Missionsziel von STS-51-C war die Aussetzung eines geostationären Aufklärungssatelliten im Auftrag des US-Verteidigungsministeriums.

### STS-61-A
Buchlis nächster Einsatz erfolgte am 30. Oktober 1985 mit der Raumfähre Challenger. Bei dieser Mission, die auch als D1-Mission bezeichnet wird, wurde das europäische Spacelab im Laderaum mitgeführt. Dabei flogen zum ersten und bisher einzigen Mal acht Astronauten gleichzeitig mit einem Raumschiff ins All. Außerdem wurde auch der Satellit GLOMR (Global Low Orbiting Message Relay) des US-Militärs ausgesetzt.

### STS-61-H
Im Februar 1985 wurde Buchli als Mission Specialist der Mission STS-61-H eingeteilt. Die für Juni 1986 geplante Columbia-Mission wurde nach der Challenger-Katastrophe abgesagt. Es hätte ein kommerzieller Kommunikationssatellit ausgesetzt werden sollen. Die Mannschaft hätte aus Michael Coats, John Blaha, Anna Fisher, James Buchli, Robert Springer, dem britischen Nutzlastspezialisten Nigel Wood und der indonesischen Nutzlastspezialistin Pratiwi Sudarmono bestanden.

### STS-29
Am 13. März 1989 flog Buchli mit der Raumfähre Discovery ins All. Neben der Durchführung einer Vielzahl von Experimenten wurde bei dieser Mission der Kommunikationssatellit TDRS-4 ausgesetzt. Außerdem machten die Astronauten Aufnahmen mit einer handgeführten IMAX-Kamera.

### STS-48
Das letzte Mal flog Buchli am 12. September 1991 mit der Raumfähre Discovery in den Weltraum. Bei dieser fünftägigen Mission wurde der UARS-Satellit zur Erforschung der oberen Atmosphäre ausgesetzt.

## Nach der NASA
Im September 1992 schied Buchli aus der NASA und dem U.S. Marine Corps aus und wurde Manager für Space Station Systems and Operations bei Boeing.

## Privates
James Buchli und seine Frau Jean haben zwei Kinder.